# Список персонажей телесериала «Книга Бобы Фетта»
«Книга Бобы Фетта» — американский телесериал в жанре космический вестерн, созданный Джоном Фавро для стримингового сервиса Disney+. Его премьера состоялась 29 декабря 2021 года, и в нём присутствует обширный состав персонажей. Главными героями сериала являются одноимённый персонаж и антигерой Боба Фетт, охотник за головами, криминальный авторитет и клон своего отца Джанго Фетта; Феннек Шанд, элитный наёмник и убийца на службе у Фетта; и Дин Джарин, одинокий мандалорский охотник за головами, который раньше работал с Феттом.
Несколько второстепенных персонажей также появляются в сериале, включая союзников Фетта, таких как 8D8, Гарса Фуип, Кррсантан, Дрэш и Скад. Главными злодеями сериала являются Синдикат Пайков, представляющий собой группу инопланетян вида пайк, которые заправляют спайсом по всей галактике, и охотник за головами Кэд Бэйн, союзник Пайков. Близнецы Хатты также появляются в качестве второстепенных антагонистов. В число других персонажей, появляющихся в сериале, входят мэр Мок Шайз, Лорта Пил, Пели Мотто, Кобб Вант, Асока Тано и Люк Скайуокер.
Персонажи «Книги Бобы Фетта» получили в основном положительные отзывы. В то время как Боба Фетт был встречен неоднозначными отзывами, два других главных героя получили признание. Второстепенные персонажи получили положительные отзывы, при этом Кррсантан получил высокую оценку, а Дрэш и Скад получили неоднозначную реакцию. Изображения героев в сериале получили высокую оценку, а также их озвучка.

## Главные герои

### Боба Фетт
Боба Фетт — заглавный персонаж и антигерой «Книги Бобы Фетта». Он — мандалорский охотник за головами, криминальный авторитет и клон своего отца Джанго Фетта. В сериале он с трудом спасается от сарлакка, после чего джавы крадут его броню. Затем его захватывают таскенские рейдеры, где он изучает их обычаи и помогает защищать их. Позже Фетт находит полумёртвую наёмную убийцу Феннек Шанд и отвозит её в кибернетическую лавку, чтобы заменить части её тела. Фетт с помощью Шанд возвращает свой корабль «Раб I», а позже занимает трон империи Джаббы Хатта после убийства его преемника Биба Фортуны. Позже, в «Главе 14: Трагедия» в сериале «Мандалорец», Фетт получает свою броню обратно. Фетт и Шанд, которая решает остаться с ним, берут под контроль преступную империю Джаббы Хатта на Татуине. Фетт в конечном итоге вступает в войну с Синдикатом Пайков, потому что они продают спайс по всему Мос-Эспе. Фетт побеждает Пайков и убивает их союзников, восстанавливая Мос=Эспу таким, каким он был.
Роль Фетта исполняет Темуэра Моррисон, который ранее играл Фетта в «Мандалорце», а также играл Джанго Фетта в других работах по «Звёздным войнам». Дэниэл Логан изображает молодого Бобу Фетта на архивных кадрах из фильма «Звёздные войны. Эпизод II: Атака клонов». Дж. Дж. Дэшноу выступает в роли каскадёра Моррисона. Моррисон сказал, что, по его мнению, по воле судьбы он получил роль Бобы Фетта, когда он встретил Джона Фавро на съёмках фильма «Формула любви для узников брака». Играя Фетта, Моррисон сказал, что он пытался сосредоточиться на «кипящем виде насилия» Фетта и желании отомстить, а также на его одиночестве, которое было вызвано тем, что он стал свидетелем смерти своего отца в молодом возрасте. В интервью «NME» Моррисон сказал, что он пытался подсократить диалоги своего персонажа, когда Фавро отсутствовал на съёмочной площадке, потому что, по его мнению, Фетт слишком много болтал. Он также попытался передать некоторые из своих реплик Минг-На Вен и подсократить некоторые из её реплик, сказав, что он хотел, чтобы их персонажи оставались немного загадочными и тихими. Моррисон также добавил сцену церемонии для таскенских рейдеров после того, как их лагерь был разрушен. Первоначально по сценарию таскенов бросали в огонь, но Моррисон сказал: «Ой, погодите, мы должны добавить сюда что-то похожее на церемонию».
Персонаж Бобы Фетта в сериале получил смешанные отзывы, в то время как изображение Фетта Моррисоном удостоилось высокой похвалы. Некоторые говорили, что без исполнении роли Бобы Фетта Моррисоном сериал мог бы стать полной катастрофой и что он — единственное лицо, которое могло бы вернуть Фетта к жизни. Рич Найт из CinemaBlend заявил, что раньше Фетт ему не нравился, но заинтересовался его персонажем, поскольку он был единственным в сериале, кто «кажется настоящим человеком». Крис Эдвардс из «The Guardian» сказал, что Disney+ погубил одного из «самых крутых и загадочных персонажей» в «Звёздных войнах».

### Феннек Шанд
Феннек Шанд — элитный наёмник и убийца. В «Мандалорце» Дин Джарин захватывает Шанд ради награды, а Торо Каликан, с которым работал Джарин, оставляет её полумёртвой. В «Книге Бобы Фетта» Боба Фетт спасает Шанд от смерти, и части её тела заменяются кибернетикой. Она помогает Фетту вернуть его корабль «Раб I» и служит новым партнёром Фетта, чтобы помочь ему взять под контроль империю Джаббы. Во время войны с Пайками Шанд спасает банду киборгов и убивает босса Пайков, мэра Мока Шайза, и других криминальных авторитетов Мос-Эспы, которые предают Фетта.
Минг-На Вен изображает и озвучивает Феннек Шанд в «Мандалорце», «Звёздных войнах: Бракованная партия» и в «Книге Бобы Фетта», а её каскадёром выступает с Мин Цю. Феннек Шанд — первый главный злодей/антигерой «Звёздных войн», роль которого исполнила азиатская актриса. Вен заявила, что «ролью мечты всей жизни» была Феннек. Вен также сказала, что, поскольку она была фанаткой «Звёздных войн» с детства, она чувствует, что готовилась к роли Феннек всю свою жизнь. Далее она также сказала, что в Феннек есть многое, что ей знакомо, «как женщине, которой нужно бороться, делать себе имя и стремиться превзойти все шансы». Дизайн костюма Шанд, выполненный Джозефом Порро, был вдохновлён лисой фенеком. Вен сказала, что это был «потрясающий наряд, в который я сразу влюбилась».
Феннек Шанд получила положительные отзывы. Эмили Ханнеманн из TV Insider заявила, что она просто «просто крутая», сказав: «Не каждый персонаж может украсть сцену, сидя и выпивая спочку, но не каждый персонаж — Феннек Шанд». Энтони Брезникан из «Vanity Fair» сказал, что этот персонаж способствовал появлению более разнообразных персонажей в «Звёздных войнах». Эрик Суонн из CinemaBlend похвалил Феннек Шанд, заявив, что Феннек Шанд в исполнении Минг-На Вен, как и Дин Джарин и Грогу, оставила след во франшизе «Звёздные войны».

### Дин Джарин
Дин Джарин, также известный под своим прозвищем Мандалорец — одинокий мандалорский охотник за головами, который защищает молодого инопланетянина по имени Грогу. Он появляется в качестве одноимённого главного героя в сериале «Мандалорец». В «Главе 5: Возвращение Мандалорца» он выслеживает и убивает наёмника и приносит его голову в обмен на указания, как добраться до убежища мандалорцев. Он находит Оружейника и Паза Визслу, последних выживших из его племени мандалорских воинов, и они спрашивают его о Тёмном Мече, которым он обладает. Визсла, чей предок создал Тёмный Меч, сражается с Джарином на дуэли за Тёмный Меч и проигрывает, но Джарин раскрывает, что он нарушил мандалорский кодекс, сняв шлем, и его лишают титула мандалорца. Когда он навещает Пели Мотто, он получает новый корабль-истребитель Naboo N-1 взамен своего старого. Позже Шанд спрашивает, может ли он помочь Бобе Фетту в надвигающейся войне против Пайков, и он соглашается.
Роль Дина Джарина исполняет Педро Паскаль, который также играет персонажа в «Мандалорце». Брендан Уэйн и Латиф Кроудер выступают в качестве дублёров Паскаля. Фавро сказал, что Дин Джарин был вдохновлён персонажем Клинта Иствуда Человек без имени. Паскаль сказал, что в детстве он был фанатом «Звёздных войн» и что его любимым персонажем был Боба Фетт. Многие были рады увидеть Паскаля в роли Джарина в «Книге Бобы Фетта».

## Второстепенные персонажи
Несколько персонажей появились в более чем двух эпизодах «Книги Бобы Фетта».

### 8D8
8D8 — дроид-плавильщик, который был перепрограммирован как дроид-пыточник для Джаббы Хатта и теперь находится на службе Фетта, после того как был им повторно активирован. 8D8 служит мажордомом Фетта, а иногда и его дроидом-переводчиком. В сериале 8D8 представляет тех, кто пришёл отдать дань Бобе Фетту как новому лидеру бывшей империи Джаббы, а также говорит Фетту, что он должен сохранить гаморреанских стражей, чтобы продемонстрировать силу. Он также рассказывает Фетту, кто такой Убийца Ночного ветра. Позже он обсуждает историю бывшей империи Джаббы и помогает Фетту и Шанд планировать, как контролировать её.
Мэтт Берри озвучивает дроида и продолжает тенденцию использования актёров-комиков в роли дроидов в «Звездных войнах», самыми последними из которых являются Тайка Вайтити в роли IG-11 в «Мандалорце» и Билл Хейдер в роли BB-8 в сиквелах «Звёздных войн».
Критики были рады увидеть 8D8 в сериале. Майк Райан из Uproxx сказал: «Я не могу не радоваться за 8D8, который наконец-то получил по заслугам». Блейку Хокинсу из Comic Book Resources понравился 8D8 и он написал, что в «Звёздных войнах» раньше было много дроидов-убийц, и у всех у них была цель убивать, но сказал, что «8D8 был просто садистом, потому что ему явно нравилась его работа. Это показывает, что дроидов можно запрограммировать на что угодно – даже на добровольных и безжалостных мучителей». Дрю Тейлору из TheWrap не понравился 8D8, назвав его «суетливым пыточным дроидом». Итан Андертон из /Film сказал, что Мэтт Берри в роли 8D8 — величайшее камео в «Книге Бобы Фетта».

### Тви’лек-мажордом
Тви’лек-мажордом — мажордомом мэра Мока Шайза из Мос-Эспы. Когда Боба Фетт становится новым лидером бывшей империи Джаббы, тви’лек-мажордом приходит, чтобы принести ему дань уважения от имени мэра, но на самом деле сам пришёл за данью. Затем он извиняется, видя, что Фетт недоволен тем, что мэр не пришёл сам. Позже, когда Фетту нужно встретиться с мэром по поводу того, как он пообещал территорию Джаббы другому, мажордом говорит, что мэр недоступен, и тайно сбегает на спидере. Недавно приобретённая банда киборгов Фетта выслеживает его, и он раскрывает, что мэр работает с Синдикатом пайков. Фетт и Джарин позже используют мажордома в качестве отвлекающего манёвра, чтобы застать пайков врасплох и атаковать их, когда они оказываются окружёнными за пределами остатков Убежища.
Дэвид Паскези исполняет роль тви’лека-мажордома. Он — комик, который играет одну из главных ролей в сериале «Незнакомцы с конфеткой», в котором была другая комедиантка, Эми Седарис, которая исполняет роль Пели Мотто в «Мандалорце» и «Книге Бобы Фетта». Паскези в роли тви’лека-мажордома получил положительные отзывы. Брайан Янг из /Film сказал: «У „Звёздных войн“ был большой опыт подбора комиков на ключевые роли в своих телевизионных шоу, и пронырливый мажордом Паскези не является исключением».

### Гарса Фуип
Мадам Гарса Фуип — тви’лек, обычно называемая Гарсой Фуип, которая управляет Убежищем, кантиной в Мос-Эспе. В сериале Фетт и Шанд приходят с визитом в её кантину, давая ей понять, что кантина по-прежнему будет процветать под их присмотром. Находясь там, Фуип быстро находит кого-нибудь, кто отполирует их шлемы и наполнит шлем Фетта монетами, отдавая ему его долю зарплаты. Позже, когда Фетт и Шанд возвращаются в кантину, они слышат громкий бой барабанов снаружи, и Фуип объясняет, что двое кузенов Джаббы, Близнецы, пришли заявить права на землю Фетта, которая раньше принадлежала Джаббе. В «Глава 4: Надвигающаяся буря» Кррсантан начинает сражаться с трандошанами внутри кантины, и Фуип пытается остановить его, рассказывая ему о его прошлом в качестве гладиатора и о том, как он уже показал, насколько он велик и могущественен. Крссантан не слушает её и продолжает сражаться. Позже, когда Фуип находится внутри Убежища, два пайка взрывают его, убивая её.
Дженнифер Билз исполняет роль Гарсы Фуип. В интервью «Variety» Билз рассказала, что её наняли на роль Фуип, когда её брат только что рассказал ей о «Мандалорце», и она вошла в комнату и услышала телефонный звонок, и когда она ответила, кто-то сказал ей, что она получила работу в шоу по «Звёздным войнам», поэтому она начала смотреть «Мандалорца». Она сказала, что, когда она впервые вышла на съёмочную площадку, она понятия не имела, в каком сериале она участвует, но сказала, что знала, какой была её героиня. Она также призналась, что мало что знала о «Звёздных войнах».
Когда её спросили, трудно ли было надевать лекку, два похожих на щупальца отростка на головах тви’леков, она сказала, что Брайан Сайп и Алексей Дмитриев облегчили ей задачу, сделав их лёгкими и идеально балансирующими на голове. Что касается дизайна костюмов Фуип, Билз сказала, что она разговаривала со своим художником по костюмам Шоной Трпчич о медитации, и Трпчич сказала ей сообщить ей, если у неё когда-нибудь появятся какие-либо идеи насчёт внешности её персонажа во время медитации. Билз прислала свои идеи в виде изображений, и Трпчич включила их в её дизайн. Билз также сказала, что один из костюмов Фуип был разработан как версия кошачьего глаза Фуип, и сказала, что грим был отсылкой к древнеегипетскому происхождению. Шрам, который тянется от ключицы Фуип до её грудины, также был идеей Билз, поскольку она считала, что с войны нельзя выйти без царапины. По оригинальному сценарию слуги Фуип должны были называть её госпожой, но Билз не понравилось это, сказав, что Фуип пытается создать убежище красоты, поэтому они изменили слово на мадам. Билз также работала над вторым сезоном «Секса в другом городе: Поколение Q», когда снималась «Книга Бобы Фетта», и она сказала, что это было похоже на два совершенно разных мира. Поскольку её лекку уже были сделаны, а её гримёр создал трафареты для макияжа глаз, Билз сказала, что на создание грима для «Книги Бобы Фетта» ушло меньше времени, чем в «Поколении Q».
Многие говорили, что, по их мнению, Фуип должна была стать главным злодеем сериала. Джейми Джирак из ComicBook.com был рад видеть Билз в роли Фуип. Фанаты также были рады видеть Билз в роли Фуип.

### Кррсантан
Кррсантан — покрытый чёрным мехом вуки, охотник за головами и бывший гладиатор, нанятый близнецами Хаттами в качестве телохранителя и теперь находящийся на службе у Фетта. Кррсантан первоначально появился в комиксах Marvel по «Звёздным войнам», где он был изгнан с Кашиика, стал гладиатором, сражался с Чубаккой, а также с Оби-Ваном Кеноби, был охотником за головами Дарта Вейдера и Джаббы Хатта, а иногда был телохранителем доктора Афры. В сериале он впервые появляется в качестве телохранителя близнецов Хаттов, чтобы запугать Фетта. Позже близнецы Хатты посылают Кррсантана убить Бобу Фетта, пока он находится в своей бакта-камере, но Кррсантан терпит неудачу, когда Фетт и его союзники заманивают его в ловушку в пустой клетке для ранкора. Фетт освобождает его и позже нанимает в качестве одного из своих телохранителей, после того как увидел, как он оторвал руку трандошану в Убежище. Во время войны Кррсантан наблюдает за центральным и деловым районами Мос-Эспы, принадлежащими трандошанам, чтобы убедиться, что Пайки не проникнут через этот путь. Трандошане предают Фетта и нападают на Кррсантана, но ему удаётся защитить себя и он помогает Фетту отбиваться от Пайков.
Кэри Джонс исполняет роль Кррсантана. Через Твиттер Энджи Мейхью, вдова покойного Питера Мейхью, который изображал Чубакку, поприветствовала Кэри Джонса в «семье вуки». В интервью Моррисон сказал, что во время первого появления Кррсантана его роль исполнял человек в костюме по имени «Большой» Дэйв. Первоначально Кррсантана создали Кирон Гиллен и Сальвадор Ларрока для Marvel Comics.
Крссантан удостоился широкой похвалы. Эрик Франциско из Inverse похвалил вуки, назвав его «одним из самых устрашающих персонажей, когда-либо носивших бластер». Он также сказал, что Кррсантан «без сомнения, один из самых страшных персонажей в истории „Звёздных войн“», и сказал, что его «устрашающее присутствие» делает «Книгу Бобы Фетта» увлекательной. Брентон Стюарт из Comic Book Resources присвоил Кррсантану звание самого интересного персонажа «Книги Бобы Фетта», сказав: «У него классный дизайн… и интригующая и провоцирующая воображение предыстория, при этом как гладиаторы, так и охотники за головами мгновенно зарабатывают крутые очки для любого персонажа, где их комбинация только ставит его на первое место».

### Дрэш и Скад
Драш и Скад — два лидера банды киборгов, которые крадут воду у Лорты Пила. Видя, что им нечем платить, Фетт нанимает их после того, как он не даёт им украсть воду Пила. Будучи новыми телохранителями Фетта, они помогают заманить Кррсантана в пустую клетку для ранкора, когда он пытается убить Фетта. Позже, когда тви’лек-мажордом пытается убежать от Фетта, Дрэш и остальная часть её банды преследуют его и останавливают его. Убедив Фетта сразиться с Пайками на улицах Мос-Эспы вместо его дворца, Дрэш и Скад оба помогают Бобе Фетту победить Пайков.
Роль Дрэш исполняет Софи Тэтчер, а роль Скада — Джордан Болджер. Джон Фавро сравнил героиню Тэтчер с научно-фантастической Джоан Джетт. В интервью «The Hollywood Reporter» Тэтчер заявила, что удалилась из Твиттера и Reddit, потому что не хотела ничего слышать о сериале. Она также сказала, что, чтобы получить роль, она записала селфи-видео со своей сестрой и позже услышала, что получила работу в сериале. Когда её спросили, знает ли она, чего хочет добиться со своим персонажем, она ответила, что ей позволили немного импровизировать, а также попросили её пользоваться британским акцентом, который, по её мнению, хорошо сработал с Джорданом Болджером, несмотря на то, что у неё американский акцент. Она также ранее работала с Педро Паскалем над «Перспективой». Тэтчер сказала, что для её кибернетической руки они начали использовали сложный грим, но им это не понравилось, поэтому вместо этого они надели на её руку зелёный рукав, чтобы позже добавить эффектов на компьютере. В сцене драки с Кррсантаном она сказала: «Я думаю, что было не так уж много трюковых штучек, но я совсем к этому не привыкла. Даже немного пригибаться, передвигаться и делать правильные шаги было для меня настоящим стрессом. Я не самый скоординированный человек, поэтому мне пришлось много играть на физическом уровне». Что касается сцены погони на спидере, она сказала, что всё это время была на специальной установке, а не на настоящем спидере. Она также сказала, что большая часть съёмок проходила на площадке студии, а часть — в павильоне, области, где происходит съёмка с захватом движения.
Дрэш и Скад получили в целом неоднозначные отзывы. Их банду негативно сравнивали с Могучими рейнджерами, в то время как некоторые положительно говорили, что они выглядят как омаж фильму Джорджа Лукаса «Американские граффити».

## Заметные приглашённые персонажи
Несколько персонажей появились в одном или двух эпизодах «Книги Бобы Фетта», где они сыграли значимую роль.

### Близнецы Хатты
Близнецы Хатты, в простонародии Близнецы — это один мужчина и одна женщина, которые являются кузенами Джаббы Хатта. Они с планеты Нал Хатта и прибыли, чтобы взять под контроль империю Джаббы на Татуине после смерти Биб Фортуны, который занял трон Джаббы Хатта, когда он умер. Близнецы впервые появляются в «Глава 2: Племена Татуина», где они противостоят Фетту, говоря ему, что он должен отдать землю Джаббы, угрожая ему охотником за головами, вуки Кррсантаном. После того, как Фетт отказывается, они уходят, говоря, что вернутся. Позже Близнецы посылают Кррсантана убить Фетта, но их план проваливается. Они приходят, чтобы извиниться перед Феттом, подарив ему ранкора, и покидают Татуин, сказав Фетту, что мэр Мок Шайз пообещал землю другому.
В интервью Мэтту Митовичу из TVLine Моррисон и Вен рассказали, что во время съёмок сцены представления близнецов Хаттов они на самом деле смотрели на картонные вырезки их персонажей, а дублёр Моррисона Джимми говорил за персонажей. Джейми Ловетт из ComicBook.com описал Близнецов как «пару новых интересных антагонистов для сражения с Бобой Феттом». Бен Линдберг из The Ringer раскритиковал анимацию Близнецов, заявив, что она выглядит не так великолепно, как однотонная кукла Джаббы Хатта.

### Лорта Пил
Лорта Пил — торговец водой из рабочего района Мос-Эспы, который появляется в «Главе 3: Улицы Мос-Эспа». Он приходит, чтобы сказать Фетту, что с тех пор, как он узурпировал трон, в городе царит хаос и что никто его не уважает. Далее он говорит, что банда киборгов продолжает красть его воду, и просит Фетта остановить их. Заплатив часть того, что задолжала банда, Фетт останавливает их и говорит Пилу снизить свои цены, видя, что они слишком высоки.
Стивен Рут исполняет роль Лорты Пила.

### Пели Мотто
Пели Мотто — механик космопорта на Татуине, которая ранее появлялась в «Мандалорце». Мотто впервые показана на заднем плане в «Главе 3: Улицы Мос-Эспы», когда Фетт направляется на встречу с боссом Пайков. Когда Джарин покидает убежище мандалорцев, она говорит Джарину, что у неё есть замена его старому кораблю «Лезвие бритвы», который был уничтожен. Она показывает ему старый истребитель Naboo N-1, но он говорит, что ему он не нравится, и что он думал, что у неё для него есть ещё одно «Лезвие бритвы». Мотто убеждает его остаться и помочь доработать корабль. Затем Джарин берёт корабль на испытательный полёт и сохраняет его. Позже R2-D2 высаживает Грогу в космопорту Мотто, и она отвозит его к Джарину, который принимает участие в битве с Пайками.
Актриса и комик Эми Седарис исполняет роль Пели Мотто как в «Книге Бобы Фетта», так и в «Мандалорце». Седарис ранее работала с Джоном Фавро над «Мандалорцем» и фильмом «Эльф». Джейми Джирак из ComicBook.com описал Мотто как «привлекательного механика с Татуина» и сказал, что рад видеть её в полноценной роли в сериале.

### Дрессировщик ранкора
Неназванный дрессировщик ранкора представлен в «Главе 3: Улицы Мос-Эспы», где он приносит Фетту его нового питомца — детёныша ранкора, подаренного ему в качестве извинения от Близнецов за то, что они послали Кррсантана убить его. Клетка для ранкора была пуста с тех пор, как Люк убил ранкора Джаббы в «Возвращении джедая». Как только ранкора сажают в клетку, дрессировщик объясняет Фетту, что ранкоры — сложные существа и образуют связь с первым человеком, которого они увидят. Он также продолжает говорить, что они любящие и мирные существа, если им не угрожают, по сравнению с тем, как ранкоров рассматривали в прошлом как огромных монстров, которые убивают тех, до кого смогут добраться. Узнав, что Ведьмы с Датомира раньше ездили верхом на этом существе, Фетт говорит дрессировщику, что он хочет научиться ездить верхом на ранкоре. Позже, в «Главе 7: Во имя чести», Фетт садится верхом на ранкоре и уничтожает двух дроидов-аннигиляторов Пайков.
Роль дрессировщика ранкора исполняет Дэнни Трехо, ранее работавший с Робертом Родригесом, который является одним из режиссёров сериала и троюродным братом Трехо, над такими фильмами, как «Мачете» и «Дети шпионов». Трехо был счастлив работать с Темуэрой Моррисоном, написав в Твиттере: «Мачете наконец-то попал в космос, Звёздные войны! Было здорово работать с Темуэрой Моррисоном и другими над #TheBookOfBobaFett!», сфотографировавшись с ним рядом с моделью ранкора. Многие были счастливы увидеть Трехо в роли персонажа «Книги Бобы Фетта». Скотт Сноуден из Space.com заявил, что Дэнни Трехо, изображающий дрессировщика ранкора, является «совершенно идеальным кастингом». Райан Бритт из Inverse сказал, что Трехо привнёс в своего персонажа «фирменное остроумие в сочетании с затаённым чувством угрозы».

### Механик
Механик — кибернетический механик-художник, у которого есть роботизированная рука и который спасает жизнь Феннек Шанд. Он появляется в «Главе 4: Надвигающаяся буря» в одном из флэшбеков Фетта. После того, как Фетт находит Шанд полумёртвой, он помогает ей и отводит её в салон, где Механик заменяет части её тела кибернетикой. В «Главе 7: Во имя чести» Механик работает над Коббом Вантом во дворце Фетта.
Музыкант Стивен «Thundercat» Брунер дебютирует в качестве актёра в роли Механика. Художник по костюмам Шона Трпчич сказала, что для его наряда она использовала ткань, напоминающую наряд персонажа «Звёздных войн» Лэндо Калриссиана. Трпчич сказала, что она создала дизайн, используя старый материал от британской компании, которая использовала шерсть, с одной стороны и пластиковую ткань для плаща с другой стороны.

### Оружейник
Оружейник — лидер мандалорского племени воинов, частью которого является Дин Джарин. Она появляется в «Главе 5: Возвращение Мандалорца», где она находится в новом секретном месте с единственным выжившим из их племени Пазом Визслой. Когда Джарин находит их новое убежище, Оружейник осматривает Тёмный Меч и объясняет его историю, обучая его, как им пользоваться. Позже, когда Джарин раскрывает, что он нарушил мандалорское кредо, сняв шлем, она лишает его титула мандалорца и говорит ему, что он может вернуть титул, только искупавшись в живых водах под шахтами Мандалора, которые были разрушены. Увидев бескарский посох Джарина, она говорит ему, что ему нужно перековать его во что-то другое, так как бескар может сломать бескарскую броню. Он просит её выковать из него кольчугу в качестве подарка для Грогу, и она делает это.
Роль Оружейника исполняет Эмили Суоллоу, которая ранее исполняла эту роль в «Мандалорце».

### Кобб Вант
Кобб Вант — маршал Фритауна, ранее известного как Мос-Пелго, у которого раньше была броня Бобы Фетта. Он появляется в «Главе 6: Из пустынь явился странник», где он останавливает группу Пайков от продажи спайса во Фритауне. Позже Джарин навещает Ванта, прося его помочь ему и Фетту в предстоящей войне против синдиката Пайков. Вант не уверен, что он и его люди помогут в войне. После ухода Джарина охотник за головами Кэд Бэйн, союзник Пайков, пытается убедить Ванта сохранять нейтралитет, но вместо этого в конечном итоге стреляет в него. После того, как его застрелили, его доставляют во дворец Фетта, где над ним работает Механик.
Тимоти Олифант исполняет роль Кобба Ванта.

### Люк Скайуокер
Люк Скайуокер — магистр-джедай, который защищает и обучает молодого инопланетянина по имени Грогу. Впервые он показан, когда он обучает Грогу использовать Силу. Позже он помогает Грогу вспомнить его прошлое в качестве юнлинга. Когда он получает подарок Джарина для Грогу, он говорит Грогу, что тот может либо выбрать подарок Джарина и следовать путём мандалорца, либо он может выбрать световой меч Йоды и продолжить своё обучение, чтобы стать джедаем.
Роль Люка Скайуокера исполняет Марк Хэмилл, при этом в качестве отсылки были использованы фотографии его в молодости в CGI-форме. Грэм Гамильтон выступает в качестве дублёра тела актёра для Люка на съёмочной площадке, в то время как Хэмилл озвучивает Люка.

### Грогу
Грогу — молодой чувствительный к Силе инопланетянин того же вида, что и Йода. В сериале Грогу тренируется у Люка Скайуокера. Люк учит его, как использовать силу, используя дроида. Обучая его, Люк помогает Грогу вспомнить его прошлое в качестве джедая-юнлинга, где Грогу видит, как джедаи пытаются защитить его во время событий Великого истребления джедаев. Позже Грогу вынужден принять решение: либо продолжить своё обучение, взяв световой меч Йоды, или следовать путям мандалорца и взять подарок Джарина, кольчужную броню из бескара. Грогу выбирает кольчугу и отправляется обратно к Джарину, где он помогает ему, используя Силу в войне и усыпляя ранкора Фетта.

### Асока Тано
Асока Тано — джедай из расы тогрутов. Она появляется в тренировочной академии Люка Скайуокера и находит Дина Джарина, отдыхающего на скамейке, в ожидании, чтобы вручить Грогу его подарок. Асока говорит Джарину, что он не должен видеться с Грогу, поскольку это противоречило бы правилам личной привязанности джедаев. Расстроенный Джарин слушает Асоку и позволяет ей передать подарок Грогу. После того, как Джарин покидает академию, Асока вручает подарок Люку, который выражает, что он не уверен, привержен ли Грогу пути становления джедаем.
Роль Асоки Тано исполняет Розарио Доусон, которая ранее исполняла её роль в «Мандалорце».

### Кэд Бэйн
Кэд Бэйн — охотник за головами и союзник Пайков, принадлежащий к расе дуросов. Кэд Бэйн от имени Пайков просит Кобба Ванта и его людей сохранять нейтралитет в войне, но в итоге стреляет в Кобба Ванта и его заместителя, когда видит, что заместитель достаёт свой пистолет. Затем Кэд Бэйн прибывает в Мос-Эспу, требуя, чтобы Фетт сдался. Фетт отказывается, и между ним и Пайками вспыхивает война, и Бэйн говорит Фетту, что Пайки убили таскенов и подставили банду Никто. Позже Бэйн оказывается в противостоянии с Феттом и стреляет в него. Пока раненый Фетт лежит на земле, Фетт хватает свой посох и наносит удар Бэйну в грудь.
Кори Бёртон озвучивает Кэда Бэйн в сериале, как он это делал мультсериалах «Звёздные войны: Войны клонов» и «Звёздные войны: Бракованная партия», в то время роль Бэйна исполняет Дориан Кинги.

## Второстепенные приглашённые персонажи
Несколько персонажей появилось в «Книге Бобы Фетта» в мелких ролях или в значимых камео.

### Ребёнок таскенов
Ребёнок таскенов является тем, кто берёт Бобу Фетта и родианского пленника на поиски воды в пустыне. Пока они ищут воду, из песка выходит большое песчаное существо и нападает на них. Фетт убивает его, и ребёнок таскенов возвращает голову монстра в лагерь. Ребёнок также помогает предупредить других таскенов о приближении поезда со спайсом, отражая свет от зеркала. Позже Пайки убивают ребёнка, когда они приходят и разрушают его лагерь, и подставляют банду Никто.
Роль ребёнка таскенов исполняет Уэсли Киммел.

### Вождь таскенов
Вождь таскенов — лидер таскенов, которые захватили Бобу Фетта. Когда Фетт возвращается с поисков воды, вождь вознаграждает его, давая немного воды. После того, как Фетт помогает уничтожить поезд со спайсом, шеф дарит ему ящерицу, которая проникает в его мозг и ведёт его к дереву, чтобы он смог получить свой собственный шест. Как только он получает его, они принимают Фетта в своё племя. Позже вождь погибает, когда приходят Пайки и убивают всё племя.
Роль вождя таскенов исполняет Хавьер Хименес, который ранее исполнял роль таскена в «Мандалорце».

### Воительница таскенов
Воительница таскенов — женщина-таскен, которая учит Фетта сражаться с помощью шеста. После того, как Фетт научил её и некоторых других таскенов пользоваться спидерами, она помогает Фетту уничтожить поезд со спайсом, который убивает их племя. Позже она умирает после того, как Пайки уничтожают их лагерь.
Роль воительницы исполняет Джоанна Беннет.

### Родианский пленник
Родианский пленник принадлежит к гуманоидной инопланетной расе родианцев, похожих на рептилий, родом с планеты Родия. Он появляется в «Главе 1: Чужак в чужой стране» и, вместе с Бобой Феттом, является одним из пленников таскенских рейдеров. Когда Фетт пытается сбежать, родианец предупреждает таскенских рейдеров криком на инопланетной языке. Позже ребёнок таскенов ведёт родианца и Фетта в центр пустыни, чтобы найти чёрные дыни с водой. Во время поисков родианец обнаруживает чешую гигантского песчаного существа. Существо нападает на них, убивая родианца, а Фетт убивает существо.
Роль родианского пленника исполнил Дон Динингер, а озвучил его Сэм Уитвер, который ранее озвучивал другого персонажа «Звёздных войн» Дарта Мола в «Звёздных войнах: Войны клонов».

### Докк Страсси
Докк Страсси — трандошийский лидер в центральном и деловом районах Мос-Эспы и бывший работодатель Фетта, когда Фетт был охотником за головами. Страсси — один из лидеров, который приходит отдать дань Фетту в виде шкуры вуки, поскольку трандошане известны охотой на вуки. Он также является одним из трандошан в Святилище, когда Кррсантан отрывает одному из них руку. Он также входит в группу криминальных авторитетов, когда Фетт просит помощи в предстоящей войне против синдиката Пайков, но они соглашаются сохранять нейтралитет. В итоге Страсси предаёт Фетта и помогает Пайкам, и в результате его убивает Феннек Шанд.
Роберт Родригес, режиссёр первого эпизода, озвучивает Страсси, в то время как его роль исполняет Стивен Оянг. В разговоре с ComicBook.com, Родригес сказал, что он изо всех сил пытался найти правильное отношение к персонажу, а также сказал: «Боба был моим любимчиком, поэтому я был действительно взволнован, что смог сделать это и просто сыграть эту роль».

### Гарфалаквокс
Гарфалаквокс — криминальный авторитет рабочего района на Татуине, представитель вида аквалишей, гуманоидной расы с двумя большими глазами, лысыми головами и шёрстью на щёках, родом с планеты Андо. Он приходит, чтобы отдать дань Фетту, когда тот становится новым даймё Татуина. Он также является одним из криминальных авторитетов, которых Фетт просит сохранять нейтралитет в предстоящей войне. Он всё же предаёт Фетта, помогая Пайкам, за это Феннек Шанд убивает его.
Роль Гарфалаквокса исполняет Барри Лоуин, который выступает в качестве дублёра Педро Паскаля в роли Дина Джарина, когда рядом нет Паскаля.

### Гаморреанские стражи
Двое гаморреанских стражей впервые появляются в «Глава 1: Чужак в чужой стране», где они становятся верными телохранителями Бобы Фетта, когда он становится новым даймё Татуина. Позже они помогают Фетту и Шанд, когда убийцы Ночного ветра нападают на них, и уводят Фетта в его бакта-камеру. В «Глава 3: Улицы Мос-Эспы» стражи помогают защищать Фетта, когда на него нападает Кррсантан.. В «Глава 7: Во имя чести», когда оба стража помогают Фетту в войне, клатуинцы, предавшие Фетта, сбрасывают стражей со скалы.
Роли двух гаморреанских стражей исполняют Фрэнк Тригг и Коллин Хаймс.

### Убийца Ночного ветра
Убийца Ночного ветра появляется в «Главе 1: Чужак в чужой стране» и «Главе 2: Племена Татуина». Он является частью группы убийц, которые принадлежат к Ордену Ночного ветра и пытаются убить Бобу Фетта. В то время как раненого Фетта помещают в его бакта-камеру, Шанд преследует убийц, убивая всех, кроме одного, и приводит оставшегося убийцу к Фетту. Фетт спрашивает убийцу, кто его нанял, но он не отвечает. В конце концов он говорит Фетту, что его нанял мэр Мок Шайз, когда Фетт обманом бросил его в пустую клетку ранкора. Фетт приводит его к мэру, но мэр отрицает, что нанимал его, и убивает убийцу.
Роль Убийцы исполняет Пол Дарнелл.

### Мэр Мок Шайз
Мэр Мок Шайз — иторианский мэр Мос-Эспы на Татуине. Когда Боба Фетт становится даймё Татуина, мэр, вместо того, чтобы прийти самому, посылает своего мажордома Бобу Фетте, чтобы отдать ему дань, что не очень радует Фетта. Когда Фетт спорит с мэром об убийце, который сказал, что его нанял мэр, мэр отрицает это и приказывает убить убийцу. Позже он предаёт Фетта и работает с Пайками, после чего Феннек Шанд вешает его.
Мэра озвучивает Роберт Родригес.

### Кэми и Фиксер
Кэми Мэрстрэп и Лейз «Фиксер» Лоунознер — пара, на которую нападает банда Никто. Их спасает Фетт, когда он крадёт спидеры банды.
Роль Фиксера исполняет Скайлер Байбл, а Минди Ковальски исполняет роль Кэми. Изначально роли Фиксера и Кэми должны были исполнять Энтони Форрест и Ку Старк в «Новой надежде» (1977), но сцена с их участием была позже удалена.

### Пайк-путешественник
Пайк-путешественник — лидер синдикатов Пайков, которые управляют поездом со спайсом в песках Татуина и нападают на племя таскенских рейдеров, с которыми живёт Боба Фетт. Фетт учит таскенов ездить на спидерах, и они побеждают Пайков. Фетт позволяет Пайку-путешественнику и оставшимся Пайкам жить, но они должны платить им деньги за защиту.
Роль Пайка-путешественника исполняет Альфред Синг, а озвучивает его Стивен Стэнтон.

### Босс Пайков
Босс Пайков появляется в «Главе 3: Улицы Мос-Эспы», когда Фетт приходит забрать деньги за защиту, которые Пайки задолжали таскенам. Босс Пайков отказывается платить таскенам, говоря, что они уже платят банде Никто. Фетт возвращается в лагерь таскенов и обнаруживает, что его уничтожили Пайки, которые подставили банду Никто. Позже Шанд убивает босса Пайков в «Главе 7: Во имя чести».
Фил Ламарр озвучивает босса Пайков.

### Клатуинский босс
Клатуинский босс — криминальный авторитет космопорта и верхнего района Татуина. Он принадлежит к гуманоидной расе с планеты Клатуин. Он один из криминальных авторитетов, который соглашается сохранять нейтралитет в предстоящей войне Фетта с Пайками. Он предаёт Фетта, помогая Пайкам, в результате его убивает Феннек Шанд.
Клатуинского босса озвучивает Фил Ламарр.

### Биб Фортуна
Биб Фортуна — мажордом Джаббы Хатта, занявший его трон после его смерти. Позже, когда Фетт возвращает свой корабль из дворца Джаббы, Фетт убивает Фортуну и узурпирует трон.
Роль Биба Фортуны исполняет Мэттью Вуд.

### Каба Байз
Каба Байз — клатуинский гангстер, управляющий компанией по упаковке мяса. Иши Тиб назначил за него награду, и Дин Джарин выслеживает его, возвращая его голову в обмен на местонахождение убежища своего племени.
Роль Кабы Байза исполняет Ардешир Радпур.

### Паз Визсла
Паз Визсла — мандалорец, который является частью племени воинов, которое возглавляет Оружейник. После того, как Оружейник объясняет, что Тарре Визсла, который является предком Паза, создал Тёмный Меч, Паз вызывает Джарина на дуэль за Тёмный Меч, поскольку выиграть его можно только в том случае, если одержать верх над его владельцем, но Паз проигрывает дуэль.
Роль Паза Визслы исполняет Тейт Флетчер, а озвучивает его Джон Фавро.

### Лейтенант Рид и Карсон Тева
Лейтенант Рид и капитан Карсон Тева — два пилота X-wing, которые останавливают Джарина, когда он выводит свой новый истребитель Naboo N1 на испытательный полёт.
Роль Карсона Тевы исполняет Пол Сун-Хён Ли ещё с «Мандалорца», а Макс Ллойд-Джонс, который был дублёром тела Люка Скайуокера в «Мандалорце», исполняет роль лейтенанта Рида.

### R2-D2
R2-D2 — астродроид, принадлежащий Люку Скайуокеру. Он появляется в «Главе 6: Из пустынь явился странник», где он ведёт Дина Джарина к месту, где дроиды-муравьи строят новый храм Люка для джедаев, вместо того, чтобы идти непосредственно к Люку, потому что он тренирует Грогу. После того, как Грогу решил принять подарок Джарина, R2-D2 доставляет Грогу на космическую станцию Пели Мотто на корабле Люка, чтобы Грогу можно было вернуть Джарину.

### Помощник шерифа Скотт
Помощник шерифа Скотт — помощник Кобба Ванта во Фритауне. Когда Джарин приходит с просьбой о помощи в предстоящей войне против Пайков, помощник шерифа устраивает Джарину разнос из-за того, где он припарковал свой корабль. После того, как Джарин уходит, появляется охотник за головами Кэд Бэйн и просит Ванта не вступать в войну. Видя, что Вант находится в противостоянии с Бэйном, помощник пытается взять свой пистолет, но Бэйн несколько раз стреляет в него.
Роль Скотта исполняет каскадёр Дж. Дж. Дэшноу.

### Таанти
Таанти — виквейский собственник, который является барменом в баре во Фритауне. Пока Джарин в баре обсуждает с Вантом вступление в войну, Таанти говорит Джарину, что город теперь называется Фритаун, а не Мос-Пелго. После ухода Джарина Таанти пытается убедить Ванта не вступать в войну. Когда Кэд Бэйн убивает, по-видимому, Ванта, Таанти ведёт жителей Фритауна в битву против Пайков.
Роль Таанти исполняет У. Эрл Браун.

### Джо
Джо — гражданка Фритауна, которая помогает Фетту во время войны, работая вместе с Дрэш.
Роль Джо исполняет Карисма Шанел.

## Комментарии
1. ↑  Он оказывается в ловушке внутри сарлакка в «Возвращении джедая»
2. ↑  Как показано в сцене после титров в «Главе 16: Спасение» в сериале «Мандалорец»
3. ↑  Как показано в «Возвращении джедая»
4. ↑  Корабль был уничтожен в эпизоде сериала «Мандалорец» под названием «Глава 14: Трагедия»